# 4.º Batallón de Aspirantes de la Luftwaffe
El 4.º Batallón de Aspirantes de la Luftwaffe (4. Fluganwärter-Bataillon) fue un Batallón de aspirantes de la Luftwaffe durante la Segunda Guerra Mundial.

## Historia
Fue formado el 12 de marzo de 1941 en Tulln. Fue trasladado a Lorient en junio de 1942, y después a Burdeos. El 26 de abril de 1943 es redesignado IV Batallón/90.º Regimiento Aéreo.

## Comandantes
- Mayor Josef Knobel - (12 de marzo de 1941 - 4 de noviembre de 1942)
- Mayor Fritz Ortwein - (1943)